# Liebs oder lass es
Liebs oder lass es ist ein Lied des deutschen Hip-Hop-Duos Genetikk, das es zusammen mit dem Rapper Sido aufnahm. Der Song erschien am 21. Juni 2013 auf ihrem dritten Studioalbum D.N.A. und wurde am 12. Juli 2013 als dritte Single aus diesem veröffentlicht.

## Inhalt
| Liedteil   | Künstler |
| Refrain    | Karuzo   |
| 1. Strophe | Karuzo   |
| 2. Strophe | Sido     |

In Liebs oder lass es rappen Karuzo und Sido jeweils aus der Perspektive des lyrischen Ichs über ihre Kindheit und dass damals Geld und Status noch keine Rolle gespielt haben. So berichtet Karuzo in der ersten Strophe von verschiedenen Kindheitserinnerungen, darunter Spiele, wie Cowboy und Indianer oder Fußball, sowie dem Drang, Neues zu entdecken und Streiche zu spielen. Damals sei alles unbeschwert gewesen und man war wunschlos glücklich. Sido rappt mehr von seiner Jugend und dem Konsum von Cannabis sowie der Abneigung gegen die Polizei und Konflikten mit anderen Heranwachsenden. Es sei früher nicht alles einfach, aber witzig gewesen. Letztendlich sei nur wichtig, dass man seine Familie stolz mache.

„Lieb’s oder lass es, alles da zwischendrin gibt’s nicht

Als Kinder war uns scheißegal, wer broke oder rich ist

Woher du kommst und welcher Schuh war damals nicht wichtig

Und wenn du heute anders denkst, Digga, dann fick dich“

## Produktion
Der Song wurde von dem Musikproduzenten und Genetikk-Mitglied Sikk produziert. Er fungierte neben Karuzo, Sido, Alexis Papadimitriou, Daniel Coros und Sascha Bühren auch als Autor.

## Single

### Covergestaltung
Das Singlecover zeigt sechsmal den weißen Titel Liebs oder lass es auf schwarzem Untergrund. Am unteren Bildrand befinden sich zudem die Schriftzüge Genetikk in Weiß und (Ft. Sido) in Rot. Das Cover der Maxi-Single zeigt eine schwarze Genetikk-Maske auf weißem Untergrund. Oben bzw. unten im Bild befinden sich die schwarzen Schriftzüge Genetikk und Lieb’s oder lass es Feat. Sido.

### Titellisten
Single
1. Liebs oder lass es (feat. Sido) – 3:00

Maxi
1. Liebs oder lass es (feat. Sido) – 3:00
2. Let’s Go (feat. Method Man) – 4:10
3. Liebs oder lass es (Instrumental) – 3:00
4. Let’s Go (Instrumental) – 4:10

### Chartplatzierungen
Liebs oder lass es stieg am 5. Juli 2013 auf Platz 39 in die deutschen Singlecharts ein und erreichte drei Wochen später mit Rang 33 die beste Platzierung. Insgesamt war es elf Wochen lang in den Top 100 vertreten. In Österreich und der Schweiz konnte es sich dagegen nicht in den Charts platzieren.
| ChartsChartplatzierungen | Höchstplatzierung | Wochen |
| ------------------------ | ----------------- | ------ |
| Deutschland (GfK)        | 33 (11 Wo.)       | 11     |

### Verkaufszahlen und Auszeichnungen
Liebs oder lass es erhielt im Jahr 2025 in Deutschland für mehr als 600.000 verkaufte Einheiten eine Platin-Schallplatte.

| Land/Region        | Auszeichnungen für Musikverkäufe (Land/Region, Auszeichnung, Verkäufe) | Verkäufe |
| ------------------ | ---------------------------------------------------------------------- | -------- |
| Deutschland (BVMI) | Platin                                                                 | 600.000  |
| Insgesamt          | 1× Platin ·                                                            | 600.000  |